# Ermita del Calvari (la Vall d'Uixó)
L'ermita del Calvari és un temple catòlic catalogat, de manera genèrica com Bé de Rellevància Local segons la Disposició Addicional Cinquena de la Llei 5/2007, de 9 de febrer, de la Generalitat, de modificació de la Llei 4/1998, d'11 de juny, del Patrimoni Cultural Valencià (DOCV Núm. 5.449 / 13/02/2007), amb codi d'identificació 12.06.126-006.
Es troba localitzada al barri Carbonaire, al cantó del carrer número 4, prop de la carretera de Sogorb, en el propi nucli poblacional de La Vall d'Uixó, de la comarca de la Plana baixa.

## Descripció
L'ermita va ser construïda entre finals del segle xviii i principis del XIX, època en la qual l'ermita estava situada limitant dos cementiris, pels quals realitzava les funcions de parròquia. Amb el trasllat dels cementiris va passar a ser una ermita, realitzant les vegades de parròquia el nou temple edificat prop de l'ermita.
Malgrat estar al nucli urbà, està una miqueta allunyada del centre i s'accedeix a ella per unes escales situades en una zona enjardinada, situant-se l'ermita sobre el nivell de la calçada.
El que més destaca d'aquesta senzilla ermita és la riquesa de les seves decoracions i retaules ceràmics, de l'Alcora, situats tant en l'exterior com a l'interior del temple. Externament destaquen: el retaule formant l'oració per a les ànimes del purgatori, situat just damunt de la senzilla porta rectangular d'accés al temple; el gran retaule ceràmic amb el Descendiment de Jesús que se situa sota la petita espadanya (per a una única campana), que remata la façana principal, just damunt d'una finestra rectangular situada en l'eix central de la porta i sobre ella; i finalment, el retaule de l'Últim Sopar, situat a la dreta de la porta d'accés, i datat de 1804.
D'altra banda, la façana està blanquejada i decorada amb un sòcol, relleus i marcs en pintura color ocre.
L'any 2010 es va inaugurar la remodelació de l'ermita, obra sufragada, a través d'un conveni, entre Ajuntament, la Diputació de Castelló, els bisbats de Sogorb-Castelló i Tortosa, i la Conselleria de Cultura.

## Festes
Al barri de Carbonaire, on es localitza l'ermita, es festeja al Crist del Calvari a mitjan mes d'octubre. Són unes importants festes de la localitat, i solen tenir fonamentalment contingut religiós, amb actes com a processons i celebracions eucarísticas.